# Santa Luzia do Azul
Santa Luzia do Azul é um distrito do município de Água Doce do Norte, no Espírito Santo . O distrito possui  cerca de 3 400 habitantes e está situado na região norte do município .